# Сассатавада
Сассатавада (от палийского sassata — «вечный»; в европейской философии подобные взгляды принято называть этернализмом) — мировоззрение, отвергнутое Буддой в Никаях и Агамах. Одним из примеров подобных убеждений является вера в то, что личность обладает неизменной самостью. Подобные взгляды разделялись во время Будды многими людьми.
Будда отверг как эти, так и противоположные взгляды — концепцию уччедавады (материализм), как с логической, так и с эпистемологической точки зрения. Он предложил Срединный путь между этими крайностями, опирающийся не на понятие бытия, а на понятие причинно-следственных связей.
Этернализм включает в себя убеждение в том, что исчезновение вещей означает их уход в скрытое состояние, а появление вещей — их манифестацию, что противоречит доктрине Будды о Срединном пути.

Этернализм — это один из «пределов» в концепции «Четырёх Пределов» (чатуранта, санскр. चतुरन्त caturanta), частный случай чатушкоти (санскр. चतुष्कोटि catuṣkoṭi).